# ながめ遊園地
ながめ遊園地（ながめゆうえんち）は、かつて群馬県山田郡大間々町大間々1635（現・みどり市大間々町大間々）にあった行楽施設。跡地は現在ながめ公園となっており、毎年秋に開催される関東菊花大会の会場となっている。「ながめ」の呼称は渡良瀬川の高津戸峡西崖上に位置し景観にすぐれることに由来する。劇場のながめ余興場などがあった。

## 歴史

### 開業

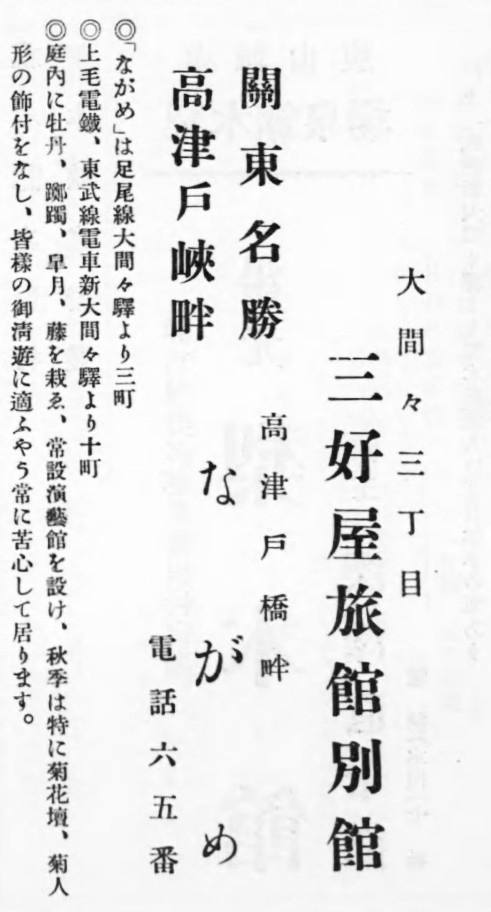
三好屋旅館別館の広告

1925年（大正14年）5月17日、高津戸峡畔に笠懸町の籾山邦雄が「ながめ」という名前の料亭を開業したのが「ながめ」の始まりである。その後、大間々町で割烹旅館の三好屋を経営していた持箸米造（1880-1944）が経営を引き継いで発展させていき、1926年（大正15年）には菊花壇を設けて宣伝に利用していた。持箸米造は大間々町芸妓組合長でもある。三好屋旅館別館の名物は庭に咲く春の牡丹、秋の菊であり、余興なども催していた。

### 発展

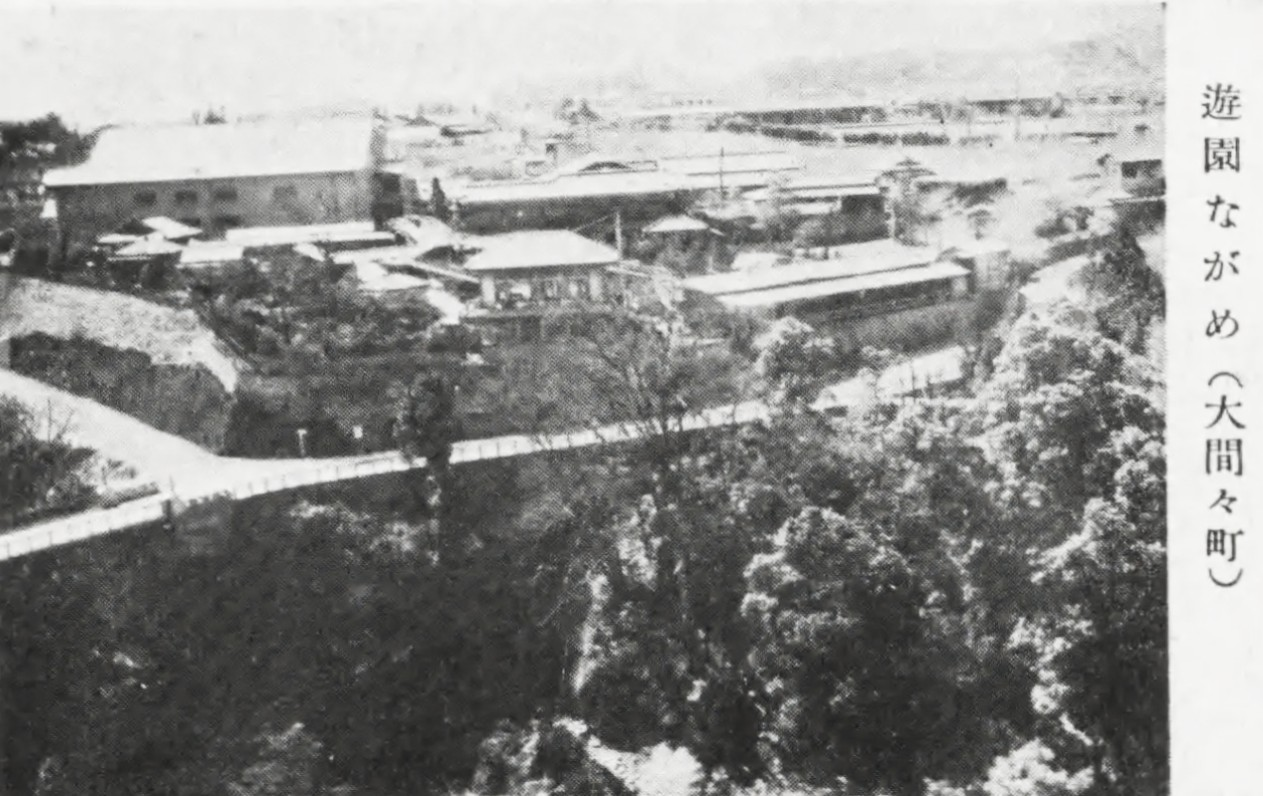
1939年の高津戸峡とながめ遊園地

昭和初期には菊人形で有名になっており、梅、桜、牡丹、菊、紅葉といった季節ごとの景趣で賑わいを見せた。1934年（昭和9年）には高津戸橋が鉄筋コンクリート造で架け替えられた。1929年（昭和4年）には余興の掛小屋も建てられ、1937年（昭和12年）に常設の劇場としてながめ余興場が建設された。遊園地や劇場のほか、飲食施設・宿泊施設が建ち並ぶことで一大娯楽空間を形成していた。1940年（昭和15年）には大間々農検出張所長技手の牛島庄作の作詞作曲によってながめ音頭が発表された。
菊人形は1955年（昭和30年）頃に最盛期を迎え、菊人形展の時期には30万人もの客で賑わった。「劇場の2階から、階段を踏まずに人が降りてきた。」といった伝説も生まれた。周辺地域においては、大間々町といえば「ながめ＝菊＝高津戸峡＝渡良瀬川」を連想するといわれた。

### 閉園
その後、娯楽の多様化などで集客数が落ち、ながめ遊園地は1987年（昭和62年）に閉園した。
1990年（平成2年）、大間々町がながめ余興場などの施設の譲渡を受けた。跡地のながめ公園は毎年秋に関東菊花大会の会場となっている。